# Christiansborgs brand 1884
Christiansborgs brand 1884 også kaldet Christiansborgs anden brand startede om eftermiddagen den 3. oktober 1884.
Selvom man havde været opmærksom på brandfaren, belært af erfaringer med det første Christiansborg, og der således både var installeret brandmure, jerndøre, vagter og slukningsmateriel, havde bygningen den svaghed, at der var en mængde hulrum, som ilden kunne brede sig igennem. Branden opstod i nærheden af Rigsdagssalen, og igen var det en kakkelovn, der forårsagede den.
Den blev opdaget ved halvfem-tiden, og personalet prøvede straks at slukke ilden, men selvom brandvæsenet ankom hurtigt og talstærkt, var det ikke muligt at begrænse branden, som spredte sig uforudsigeligt igennem bygningens mellemrum. Den fik fat i Riddersalen og løb videre op igennem etageadskillelsen til mezzaninen. I løbet af aftenen spredte ilden sig langs hovedfløjen og østfløjen, og efter en tid opgav man at redde slottet og koncentrerede sig i stedet om slotskirken og ridebanekomplekset. Vindretningen medførte, at kirken og Thorvaldsens Museum var i den mest overhængende fare, men ved at bortsprænge porthvælvingen i løngangen mellem slottet og kirken, samt at tildække kirken med våde sejl og tæpper, lykkedes det med en enorm arbejdsindsats at hindre en større spredning af ilden. Branden begyndte at ebbe ud ud på natten, men den fortsatte med at ulme i dagevis.
Ilden var undervejs blevet sinket så meget i sin udvikling, at store dele af slottet nåede at blive nogenlunde tømt for indbo, arkivalier, bøger, sølvtøj m.v., så tabene ikke blev nær så store, som ved den forrige brand i 1794. Kongens håndbibliotek blev stort set reddet, selvom bøgerne blev udsat for en noget hårdhændet behandling ved at blive kastet ud ad vinduerne. Den Kongelige Malerisamling blev også reddet ved, at man skar lærrederne ud af rammerne.
Da Det Kongelige Bibliotek også nær var ved at gå op i flammer under branden, besluttede man, at pligtafleverede materialer burde opbevares to forskellige steder i landet.
Branden betød, at Rigsdagen nu havde mistet sit hjemsted. Det var kun tre dage før rigsdagsåbningen, som også dengang skulle finde sted den første tirsdag i oktober. Det klarede man ved at holde åbningsmøde i universitetets festsal. Derefter flyttede man midlertidigt ind i en kasernebygning i Fredericiagade, som i dag huser Østre Landsret. Her forblev de til 1918, hvorefter man flyttede tilbage til det genopførte Christiansborg.
Højesteret flyttede til Det bernstroffske Palæ i Bredgade og var i funktion allerede efter få uger. Malerisamlingen blev flyttet flere gange til bl.a. Amalienborg og Charlottenborg for til sidst at ende på det da nyopførte Statens Museum for Kunst.
Forfatteren og journalisten Herman Bang skrev en medrivende reportage om branden, der samtidig blev et stilistisk eksempel på hans impressionistiske stil.

## Genstande og interiør gået til grunde i branden
Denne liste er ufuldstændig; hjælp gerne med at udfylde den.

Maleri:
- Peder Andersen: Skattens Mønt og Dåhjort (1600-tallet)
- Marcus Tuscher: Venus og Vulkan (1740'erne)
- Johan Mandelberg: Odysseus og Circe (1759)
- David Monies: Portræt af Ludvig Phister (1873)
- Carl Christian Seydewitz: flere værker
- Mariane Stub: Kristus der fristes af Djævelen (udstillet og købt 1821)
- Heinrich Grosch: Norske bjerglandskaber
- 19 billeder fra serien De forskellige menneskealdres glæder og sysler fra riddersalen på Rosenborg Slot, heraf 6 af Frantz Cleyn
- Carl Bloch: Samson sovende med hovedet i Dalilas skød (1874)

Skulptur og dekoration:
- H.W. Bissen: Ceres- og Bacchus-frisen (1835-41, delvist rekonstrueret af Vilhelm Bissen)
- Gotthilf Borup: Frontonskulptur efter Bertel Thorvaldsen (1847)
- Peter Didrik Weinreich Fischer: To glasmalerier, opr. udført til Roskilde Domkirke (1843-47)
- H.E. Freund: Ragnarokfrisen (senere genskabt af kunstneren selv)
- G.F. Hetsch: Interiører (1815-1835)

Dokumenter:
- Alle Ordenskapitlets levnedsbeskrivelser fra perioden 1693-1884 indsendt af Dannebrog- og Elefantriddere

## Ekstern kilde/henvisning
1. ↑  "Artiklen kan læses på eJour". Arkiveret fra originalen 10. april 2008. Hentet 18. april 2008.

- Københavns Historie. Bind ? – xx af Sv. Cedergreen Bech mfl. Gyldendalske Boghandel 1981.
- Forside af skillingsvise udgivet i forbindelse med branden.
- Hassø, Arthur G.: Kristiansborgs Brand 1884, 1934.
- Hvidt, Ellehøj og Norn (red.):Christiansborg Slot, Folketingets Præsidium 1975.